# Jean-Louis Tinaud
Jean-Louis Tinaud (* 23. September 1910 in San Juan, Puerto Rico; † 13. August 1990 in Saint-Cloud, Département Hauts-de-Seine) war ein französischer Rechtsanwalt und Politiker der Volksrepublikanischen Bewegung MRP (Mouvement républicain populaire) und später der Unabhängigen Republikaner RI (Républicains indépendants), der unter anderem zwischen 1945 und 1946 Mitglied der Verfassunggebenden Versammlung (Assemblée constituante) sowie von 1946 bis 1951 Mitglied der Nationalversammlung (Assemblée nationale) war. Danach war er von 1951 bis 1958 Mitglied des Rates der Republik (Conseil de la République) beziehungsweise zwischen 1959 und 1969 Mitglied des Senats (Sénat). Im Kabinett Chaban-Delmas fungierte er von 1969 bis 1972 als Staatssekretär beim Minister für die Beziehungen zum Parlament.

## Leben
Jean-Louis Tinaud, Sohn eines Grundbesitzers und einer aus Puerto Rico stammenden Mutter, begann nach dem Besuch des Collège de l’Immaculée Conception in Pau und des Collège Stanislas in Paris studierte er an der Pariser Wirtschaftshochschule HEC (École des hautes études commerciales de Paris) und zugleich an der Freien Schule für Politikwissenschaften (École libre des sciences politiques), der sogenannten Sciences Po. Schließlich erwarb er einen Doktor der Rechte an der Universität von Paris. 1938 wurde er als Rechtsanwalt bei der Anwaltskammer von Paris zugelassen und spezialisierte sich auf Internationales Recht. Er begann sich während der Deutschen Besetzung Frankreichs im Zweiten Weltkrieg in der Widerstandsbewegung Résistance zu engagieren und wurde für seine dortigen Verdienste zum Mitglied der Ehrenlegion ernannt sowie dem Croix du combattant volontaire de la Résistance ausgezeichnet.
Nach Ende des Zweiten Weltkrieges war Tinaud für die Volksrepublikanische Bewegung MRP (Mouvement républicain populaire) zwischen dem 21. Oktober 1945 und dem 10. Juni 1946 zunächst Mitglied der Verfassunggebenden Versammlung (Assemblée constituante) sowie im Anschluss Mitglied der Nationalversammlung (Assemblée nationale), in der er vom 10. November 1946 bis zum 4. Juli 1951 für die MRP das Département Basses-Pyrénées vertrat. Im Oktober 1947 wurde er Mitglied des Gemeinderates von Pau und wurde 1949 zudem zum Mitglied des Generalrates des Départements Basses-Pyrénées gewählt, dem er als Vertreter für den Kanton Pau-Ouest bis 1967 angehörte. Am 30. September 1951 wurde er zum Mitglied des Rates der Republik (Conseil de la République) gewählt, des damaligen Oberhauses des Parlaments, und gehörte diesem nach seinen Wiederwahlen am 18. Mai 1952 und 8. Mai 1958 bis zum 26. April 1959 als Vertreter des Département Basses-Pyrénées an. Nach der Gründung der Fünften Republik kandidierte er bei der Wahl am 26. April 1959 im Département Basses-Pyrénées für die Unabhängigen Republikaner RI (Républicains indépendants) für ein Mandat im Senat (Sénat), dem nunmehrigen Oberhaus des Parlaments. Diesem gehörte er nach seiner Wiederwahl am 26. September 1965 bis zum 22. Juli 1969 an. Zugleich wurde er als Nachfolger des am 10. August 1960 verstorbenen Louis Inchauspé Präsident des Generalrates des Départements Basses-Pyrénées und übte dieses Amt bis 1964 aus, woraufhin Pierre de Chevigné seine Nachfolge antrat.
Am 22. Juni 1969 wurde Jean-Louis Tinaud als Staatssekretär beim Minister für die Beziehungen zum Parlament (Secrétaire d’État chargé des Relations avec le Parlement) in das Kabinett Chaban-Delmas berufen und bekleidete dieses Amt bis zum 5. Juli 1972. Er war für die Beziehungen zum Senat zuständig, während Jacques Limouzy als Staatssekretär für die Beziehungen zur Nationalversammlung verantwortlich war. Beide waren als Staatssekretäre vom 20. Juni 1969 bis zum 7. Januar 1971 zunächst dem Staatsminister und Minister für die Beziehungen zum Parlament, Roger Frey, und im Anschluss zwischen dem 7. Januar 1971	und dem 5. Juli 1972 dem Beigeordneten Minister beim Premierminister für die Beziehungen zum Parlament, Jacques Chirac, unterstellt. Im März 1971 kandidierte er als Nachfolger des zurückgetretenen Louis Sallenave als Bürgermeister von Pau, unterlag dabei jedoch André Labarrère von der Sozialistischen Partei PS (Parti socialiste). Nachdem eine erneute Kandidatur für den Senat bei der Wahl am 22. September 1974 gescheitert war, nahm er seine Tätigkeit als Rechtsanwalt wieder auf.